# 김보늬
김보늬는 대한민국의 배우이다.

## 학력
- 단국대학교 공연영화학과

## 출연작

### 영화
- 《좋아해줘》 (2016년) - 스튜어디스 역
- 《막걸스》 (2015년) - 혜주 역

### 드라마
- 《내일도 맑음》 (KBS1, 2018년) - 승미 역
- 《아버지가 이상해》 (KBS2, 2017년) - 가비엔터테인먼트 아트팀 직원 역
- 《산 너머 남촌에는 2》 (KBS1, 2012년) - 은정 역

### 뮤지컬
- 《미녀는 괴로워》

### 연극
- 《일리아드》